# Sol y sombra (cuento de Ray Bradbury)
Sol y sombra (título original en inglés: Sun and Shadow) es un cuento del escritor estadounidense Ray Bradbury publicado originalmente en la revista Reporter de 17 de marzo de 1953.
Fue incluido en sus antologías de cuentos Las doradas manzanas del sol (1953), The Vintage Bradbury (1965) y Twice 22.
El cuento recibió en 1954 el premio Benjamin Franklin al mejor cuento del año.

## Argumento
En un pueblo de México, unos fotógrafos y sus modelos intentan hacer su trabajo pero Ricardo, celoso de su dignidad, se lo impedirá en todo momento.

## Adaptación televisiva
El propio autor adaptó el cuento para la serie de televisión The Ray Bradbury Theater. El episodio Sun and Shadow se emitió el  3 de  octubre de 1992. Fue dirigido por Larry Parr y está interpretado por Gregory Sierra, John Bach y Stuart Margolin.